# Steven Pinker
Steven Arthur Pinker (Montreal, 18 september 1954) is een Canadees-Amerikaans taalkundige, experimenteel psycholoog en schrijver van wetenschappelijke boeken voor een breed publiek. Hij is bekend om zijn ideeën op het gebied van de cognitiewetenschap. De basis van zijn werk is de evolutionaire psychologie en de overtuiging dat het brein in zijn werking vergelijkbaar is met de computer (de computationele theorie van de geest). Pinker begon in 2003 met lesgeven aan de Harvard University in de Verenigde Staten. Hij was van 1989 tot en met 2003 al hoogleraar aan het Massachusetts Institute of Technology. 
Pinker houdt van het debat en schrijft voor diverse media. Hij is dan ook een wereldwijd veelgevraagd spreker en staat in de top-10 van de meeste invloedrijke psychologen van deze tijd.

## Taalontwikkeling
Pinker is vooral bekend vanwege zijn theorie dat taal een instinct is, een biologische adaptatie gevormd door natuurlijke selectie, en geen bijproduct van de menselijke intelligentie.
Als experimenteel psycholoog houdt hij zich bezig met de wisselwerking tussen de hersenen en de taalontwikkeling, zoals het vermogen om beelden te scheppen en deze later te herkennen. Pinker gelooft dat het fenomeen taal vooral ontstaan is als gevolg van de menselijke evolutie, die nog steeds gaande is. Naast de ontwikkeling van het taalgeheugen, zoekt het kind naar de onderlinge samenhang van de woorden. Zo wordt, volgens Pinker, bij bijna iedere nieuwe generatie een nieuwe taal geboren, op grond van de data die de peuter binnenkrijgt.
Hiermee staat hij tegenover Noam Chomsky en anderen die het menselijke taalinstinct wel zien als een nevenproduct van andere adaptaties. Volgens Chomsky heeft  iedereen bij de geboorte het vermogen tot spreken en schrijven dankzij ons toegenomen hersenvolume, waarmee we patronen kunnen herkennen en redeneren. Hij noemt dat een soort van universele grammatica.
Pinker bracht een golf van kritiek teweeg door te beweren dat muziek slechts een evolutionair nutteloos bijverschijnsel van het menselijke taalvermogen is. Vooral in musicologische kringen wordt deze uitspraak betwist.

## Pleidooi voor de Verlichting
In zijn boek, Enlightenment Now (Pleidooi voor de Verlichting) (2018) pleit Pinker voor een herwaardering van het tijdperk van de Verlichting: wetenschappelijk verkregen kennis zou het uitgangspunt van het denken moeten zijn in plaats van het geloof, de traditie of een ideologie. De ratio dient, volgens hem, leidend te zijn om de staat van de mensheid en de vooruitgang in het juiste perspectief te plaatsen.
De beweging voorwaarts die de wereld de afgelopen eeuwen heeft gemaakt is zo normaal geworden dat het establishment onze verworvenheden niet meer verdedigt. In dit vacuüm springen extremistische krachten van links en rechts. Pinker wijst op het populisme en het religieuze fundamentalisme.
Aan de hand van harde cijfers en statistieken toont Pinker aan dat de meeste doemdenkers en onheilsprofeten ten onrechte het einde der tijden aankondigen. Hij wijst erop dat de kindersterfte wereldwijd daalt, de armoede minder mensen treft, de criminaliteit afneemt, en daardoor ook het aantal slachtoffers van geweld. Na 1990 is er een duidelijke afname van het aantal burgeroorlogen  en vallen er minder doden door oorlogsgeweld. De welvaart, zo bewijzen de cijfers die Pinker toont, groeit. Niet alleen in Europa en de Verenigde Staten, maar ook in Azië en Afrika.
Maar er is een discrepantie tussen de harde feiten, zoals aangedragen door Steven Pinker, en het algemeen volksgevoel, waarbij de beeldvorming die door de massamedia gecreëerd wordt een belangrijke rol speelt. Het nieuws behandelt, bij voorkeur, niet de zaken die positief verlopen of waar het leven zijn normale gang gaat. Incidenten en calamiteiten voeden het openbare debat en dit leidt, betoogt Pinker, tot een scheef beeld  van de werkelijkheid en de notie, dat de wereld vol is van risico’s en bedreigingen. Hij verdenkt de makers van het nieuws en politici van populistische partijen ervan dat zij hier garen bij spinnen. Hij bepleit, aan de hand van de Verlichting,tot het speuren naar oplossingen voor reëel bestaande problemen.
In 2018 verscheen de Nederlandse vertaling van het boek, onder de titel Verlichting Nu, een pleidooi voor rede, wetenschap, humanisme en vooruitgang.

### Een hekel aan vooruitgang (progressophobia)
Pinker besteedt in zijn boek Enlightenment Now een speciaal hoofdstuk aan veiligheid, met veel aandacht aan verkeersveiligheid en andere kansen op een sterfgeval anders dan door ouderdom. Hij toont met cijfers aan dat daarin veel ten goede is veranderd in de afgelopen 50 tot 100 jaar. Daarentegen durven veel mensen de huidige maatschappij niet direct veilig en vreedzaam te noemen. De angst voor terroristische aanslagen en de gevaren van migratie vinden meer weerklank dan de tijden van vrede en vooruitgang, waarin wij leven.
De psychologen Daniel Kahneman en Amos Tversky noemen het de beschikbaarheidsheuristiek. De reden voor een algemeen gevoel van onbehagen en de angst dat de wereld ten onder gaat is te verklaren uit de werking van het brein. Wanneer we een bepaald onderwerp, methode of beslissing nader overwegen, doemen meteen zaken op die nog vers in het geheugen liggen. Men is geneigd daar meer waarde aan te hechten dan aan alternatieven die, bij langer nadenken, ook mogelijk zijn. De meest recente informatie ("het laatste nieuws") is bepalend voor onze oordeelsvorming.
Negatief nieuws nestelt zich makkelijker in het geheugen dan positief nieuws. Journalisten denken dat ze door het negatieve te benoemen hun plicht doen, schrijft hij. 
Pinker pleit voor een andere interpretatie van de echte feiten over veiligheid en vooruitgang. Verder merkt hij op dat deze hekel aan vooruitgang vaak wordt aangetroffen bij mensen die zich progressief noemen. Scepsis over vooruitgang was zeldzaam onder intellectuelen in de negentiende eeuw, terwijl dit in het laatste kwart van de twintigste eeuw een veel voorkomend gedachtegoed is bij hoog opgeleide mensen in het  de westerse wereld, zo merkt Pinker op. Hij gebruikt hiervoor de uitdrukking progressophobia.

## De noodzaak van rationeel denken
In 2021 publiceerde hij Rationaliteit, met als ondertitel Wat rationeel denken is en waarom we het meer dan ooit nodig hebben. In het boek onderzoekt hij hoe het mogelijk is dat mensen die in hun dagelijkse leven voortdurend rationele beslissingen nemen, bijvoorbeeld bij de opvoeding van de kinderen of het uitoefenen van hun beroep, tegelijkertijd vaak onbewijsbare theorieën en verhalen aanhangen. Hij noemt dat de rationaliteitsparadox. Zoals hij het tegenover de Volkskrant verwoordde: "Hoe is het mogelijk dat een rationeel dier zo veel kletspraat accepteert?"

Pinker constateert dat COVID-19 niet alleen tot een pandemie heeft geleid, maar ook tot een wirwar van ongecontroleerde verhalen. Hoewel hij de opzwepende rol van de sociale media onderkent, wijst hij erop dat het mythologisch denken tot voor kort nog veelvuldig voorkwam. Hij refereert aan het werk van de Franse psycholoog Hugo Mercier, die heeft onderzocht, hoe mensen hun kennis opdoen en uit welke bronnen zij putten.
Samenzweringstheorieën ontstaan vaak uit onvrede over een bepaalde situatie of persoon. Tegenstanders gebruiken dan dit verhaal om aan te tonen, dat iets of iemand niet deugt. Zo functioneerde de religie in de middeleeuwen ook. Als je in de Bijbel letterlijk leest dat iemand die Jezus niet als redder aanvaardt, voor eeuwig in de hel zal branden,  vormt dat, volgens Pinker, een legitimatie om Joden en moslims te vervolgen. Hij tekent daarbij aan, dat het Christelijke geloof "tegenwoordig gelukkig op een andere manier beleefd wordt."
Naast de realiteit van alledag proberen mensen gebeurtenissen in heden, verleden en toekomst die niet goed te duiden zijn te vangen in verhalen en mythes. Bijvoorbeeld een beweging als QAnon die beweert dat de elite kinderen misbruikt in satanische rituelen, gebruikt deze theorie als bindmiddel voor de groep van de achtergestelden. Het is een bevestigingsvooroordeel om via extreme standpunten de eigen groep te versterken en de tegenstander in een verkeerd daglicht te stellen. Mensen zijn nu eenmaal geneigd om informatie te zoeken, te interpreteren en te onthouden die hun eigen gelijk ondersteunt.
Het is de taak van de wetenschap, de politiek en de vrije media om de juiste feiten aan te dragen, zegt Pinker, en de maatschappelijke rationaliteit in stand te houden. Maar wetenschappers moeten, volgens hem, niet optreden als een nieuwe priesterklasse, en moeten duidelijk maken dat hun adviezen (ten aanzien van corona) steeds veranderen, omdat wetenschap een voortdurend proces van ontdekking is.